# Kristofer Lawrence Cadevida
Kristofer Lawrence Cadevida (n. Los Ángeles (California), el 1 de septiembre de 1982) es un actor y cantante estadounidense de ascendencia filipina. Es hijo de Loreto Cadevida y Justina Protacio, ambos de origen filipino. Su hermana menor, es la actriz Laurie Cadevida. Como cantante se hizo conocer con su primer álbum homónimo titulado Lawrence, que fue lanzado en 2006, seguido después por Moments of Love lanzado en 2009, además en la que incluyó principalmente covers de canciones como Careless Whisper de George Michael y Right Here Waiting de Richad Marx. Su tercer álbum titulado, Spread the Love, fue lanzado en 2013 y su cuarto álbum, en la que contiene una lista de sus mejores éxito de su trayectoria musical, que fue lanzado en 2015 bajo el sello de Universal Records.

## Filmografía

### Televisión
| Año            | Título                                    | Papel                | Canal       |
| 2016           | Eat Bulaga!                               | Himself / Performer  | GMA Network |
| 2015           | It's Showtime                             | Himself / Performer  | ABS-CBN     |
| 2013           | Sunday All Stars                          | Himself / Performer  | GMA Network |
| 2012           | Chef Boy Logro: Kusina Master             | Himself / Guest      | GMA Network |
| 2012           | Showbiz Central                           | Himself / Live Guest | GMA Network |
| 2010           | Puso ng Pasko: Artista Challenge          | Challenger           | GMA Network |
| 2010           | Diva                                      | Himself / Guest      | GMA Network |
| 2010/2013      | Party Pilipinas                           | Himself / Performer  | GMA Network |
| 2010           | SOP                                       | Himself / Performer  | GMA Network |
| 2007           | Your Song I'd Rather (with Jasmine Trias) | Sid                  | ABS-CBN     |
| 2006/2010/2015 | ASAP                                      | Himself / Performer  | ABS-CBN     |
| 2005/2006      | Star in a Million Season 2                | Himself / Contestant | ABS-CBN     |

### Películas
| Año  | Título    | Papel | Estudio                                         |
| 1997 | Batang PX |       | Star Cinema & Available Light Productions, Inc. |

## Discografía

### Álbumes de estudio
| Fecha de lanzamiento | Título                  | Etiqueta                        |
| 11 de mayo de 2006   | Kris Lawrence           | Star Records                    |
| 9 de junio de 2009   | Moments of Love         | MCA Records (Philippines)       |
| 1 de enero de 2013   | Spread the Love         | GMA Records                     |
| 28 de agosto de 2015 | Most Requested Playlist | Universal Records (Philippines) |

### Compilaciones
| Fecha de lanzamiento    | Título                                                  | Etiqueta     |
| 2008                    | Telesine: The Greatest Movie and TV Theme Songs         | Star Records |
| 24 de enero de 2008     | Love Life - Life Songs and Life Stories with Boy Abunda | Star Records |
| 12 de diciembre de 2007 | Maging Sino Ka Man (Original Teleserye Soundtrack)      | Star Records |
| 2007                    | Pinoy Biggie Hits Vol. 3                                | Star Records |
| 2007                    | Pinoy Biggie Hits Volume 2                              | Star Records |
| 2007                    | Pinoy Biggie Hits                                       | Star Records |

### Sencillos
- "Careless Whisper"
- "When I See You Smile"
- "Kung Malaya Lang Ako"
- "Paano"
- "Just Tell Me You Love Me"